# São Pedro do Turvo
São Pedro do Turvo è un comune del Brasile nello Stato di San Paolo, parte della mesoregione di Assis e della microregione di Ourinhos.